# Santa Susanna (titolo cardinalizio)
Santa Susanna (in latino Titulus Sanctae Susannae) è un titolo cardinalizio istituito tra il 102 e il 112 da papa Evaristo o dal successore Alessandro con il nome di Gaii et Susannae. Nel sinodo romano del 1º marzo 499 viene citato solo l'appellativo Gaii, mentre in quello del 595 e nei seguenti solo quello Susannae. Secondo il catalogo di Pietro Mallio, stilato sotto il pontificato di  papa Alessandro III, questo titolo era legato alla basilica di San Paolo fuori le mura e i suoi sacerdoti vi officiavano a turno.
Dal 20 dicembre 2017 il titolo è vacante.

## Titolari
- Asello (494 - ?)
- Rustico (590 - ?)
- Conone (683 ? - 21 ottobre 686 eletto papa)
- San Sergio (686 ? - 687 eletto papa)
- Giovanni (745 - prima del 761)
- Leonzio (761 - prima del 795)
- Leone I (795 ? - 26 dicembre 795 eletto papa)
- Leone II (? - maggio 928 eletto papa)
- Giovanni I (964 - prima del 1012)
- Giovanni II (dopo il 1012 - prima del 1033)
- Giovanni III (1033 - prima del 1062)
- Pietro I (1062 - prima del 1099)
- Gezo (1106 - circa 1112)
- Pietro II Gherardeschi (1117 - febbraio 1130, seguì l'obbedienza all'antipapa Anacleto II)
- Stanzio (1130 - 1143 ? deceduto)
- Pietro II Gherardeschi (1142 - 1144, rientrato nell'obbedienza di papa Innocenzo II)
- Gezo (1144 - 1145 deceduto)
- Giordano Orsini (dicembre 1145 - 1165 deceduto)
- Ermanno, detto il Maestro (15 dicembre 1165 o 1166 - circa 1170 deceduto)
- Lesbio Grassi (1170 - 1177 ? deceduto)
- Pietro III de Bono, Can.Reg. (settembre 1173 - 11 dicembre 1187 deceduto)
- Alessio (12 marzo 1188 - 24 aprile 1189 deceduto)
- Gianfelice (settembre 1189 - 1194 deceduto)
- Egidio di Anagni (1194 - 1194 deceduto)
- Benedetto (1201 - 1212 nominato cardinale vescovo di Santa Rufina)
- Aldobrandino Gaetani (o Ildebrando) (1219 - 1221 nominato cardinale vescovo di Sabina)
- Geoffroy Barbeau (o de Barro) (12 aprile 1281 - 21 agosto 1287 deceduto)
- Benedetto Caetani seniore, amministratore (1288 - 24 dicembre 1294 eletto papa)
- Pietro IV d'Arrablay (o Arabloy) (17 dicembre 1316 - dicembre 1328 nominato cardinale vescovo di Santa Rufina)
- Andrea Ghilini (20 settembre 1342 - 2 giugno 1343 deceduto)
- Pierre Bertrand juniore (19 maggio 1344 - 1353 nominato cardinale vescovo di Ostia-Velletri)
- Filippo Ruffini (o Gezza), O.P. (18 settembre 1378 - 1380/1384 deceduto)
  - Pierre de Thury (12 luglio 1385 - 1410 deceduto), pseudocardinale degli antipapi Clemente VII, Benedetto XIII e Alessandro V
- Francesco I Carbone, O.Cist. (17 dicembre 1384 - dicembre 1392 nominato cardinale vescovo di Sabina)
  - Antonio Panciera (6 giugno 1411 - 14 marzo 1431 nominato cardinale vescovo di Frascati), pseudocardinale dell'antipapa Giovanni XXIII
  - Titolo vacante (1431 - 1440)
  - Louis de La Palud, O.S.B. (1440 - 1449), pseudocardinale dell'antipapa Felice V
- Tommaso Parentucelli (16 dicembre 1446 - 6 marzo 1447 eletto papa)
- Filippo Calandrini (3 gennaio 1449 - 24 novembre 1451 nominato cardinale presbitero di San Lorenzo in Lucina)
- Alessandro Oliva Sassoferrato, O.E.S.A. (19 marzo 1460 - 20 agosto 1463 deceduto)
  - Titolo vacante (1463 - 1468)
- Jean Balue (13 maggio 1468 - 31 gennaio 1483 nominato cardinale vescovo di Albano)
- Lorenzo Cybo de Mari (23 marzo 1489 - 14 marzo 1491 nominato cardinale presbitero di San Marco)
- Juan Borgia (31 agosto 1492 - 1º agosto 1503 deceduto)
- Francesco II Soderini (12 giugno 1503 - 15 settembre 1508 nominato cardinale presbitero dei Santi XII Apostoli)
- Leonardo della Rovere Grosso (15 settembre 1508 - 9 marzo 1517 nominato cardinale presbitero di San Pietro in Vincoli)
- Raffaele Petrucci (26 dicembre 1517 - 11 dicembre 1522 deceduto)
  - Titolo vacante (1522 - 1528)
- Antonio Sanseverino, O.S.Io.Hier. (27 aprile 1528 - 16 maggio 1530 nominato cardinale presbitero di Sant'Apollinare)
- García de Loaysa y Mendoza, O.P. (16 maggio 1530 - 22 aprile 1546 deceduto)
- Georges II d'Amboise (7 settembre 1546 - 28 febbraio 1550 nominato cardinale presbitero dei Santi Marcellino e Pietro)
- Jacques d'Annebaut (22 marzo 1548 - 6 giugno 1557 deceduto)
  - Titolo vacante (1557 - 1561)
- Girolamo Seripando, O.S.A. (10 marzo 1561 - 17 marzo 1563 deceduto)
- Francisco Pacheco de Villena, diaconia pro illa vice (14 luglio 1564 - 7 febbraio 1565 nominato cardinale presbitero di Santa Pudenziana)
- Bernardo Navagero (7 febbraio 1565 - 13 aprile 1565 deceduto)
- Francesco Alciati (3 giugno 1565 - 13 maggio 1569 nominato cardinale presbitero pro hac vice di Santa Maria in Portico Octaviae)
- Girolamo Rusticucci (9 giugno 1570 - 18 agosto 1597 nominato cardinale presbitero di Santa Maria in Trastevere)
- Anne de Perusse d'Escars de Giury, O.S.B.Clun. (14 giugno 1604 - 19 aprile 1612 deceduto)
- Gaspar de Borja y Velasco (10 dicembre 1612 - 17 ottobre 1616 nominato cardinale presbitero di Santa Croce in Gerusalemme)
- Scipione Cobelluzzi (17 ottobre 1616 - 29 giugno 1626 deceduto)
- Giulio Cesare Sacchetti (2 dicembre 1626 - 29 aprile 1652 nominato cardinale presbitero di Santa Maria in Trastevere)
- Giambattista Spada (23 marzo 1654 - 27 gennaio 1659 nominato cardinale presbitero di San Marcello)
- Pietro Sforza Pallavicino, S.I. (1659 - 1660)
- Carlo Carafa della Spina (13 aprile 1665 - 27 maggio 1675 nominato cardinale presbitero di Santa Maria in Via)
- Bernhard Gustav von Baden-Durlach, O.S.B. (19 ottobre 1676 - 26 dicembre 1677 deceduto)
  - Titolo vacante (1677 - 1686)
- Marcantonio Barbarigo (30 settembre 1686 - 1º luglio 1697 nominato cardinale presbitero di San Marco)
- Daniello Marco Delfino (30 marzo 1700 - 5 agosto 1704 deceduto)
- Lorenzo Corsini (25 giugno 1706 - 16 dicembre 1720 nominato cardinale presbitero di San Pietro in Vincoli)
- José Pereira de Lacerda (16 giugno 1721 - 28 settembre 1738 deceduto)
  - Titolo vacante (1738 - 1747)
- Raniero Felice Simonetti (15 maggio 1747 - 20 agosto 1749 deceduto)
  - Titolo vacante (1749 - 1756)
- Luca Melchiore Tempi (24 maggio 1756 - 23 maggio 1757 nominato cardinale presbitero di Santa Croce in Gerusalemme)
- Ludovico Valenti (19 novembre 1759 - 20 dicembre 1762 nominato cardinale presbitero di Santa Croce in Gerusalemme)
  - Titolo vacante (1762 - 1802)
- Carlo Crivelli (24 maggio 1802 - 19 gennaio 1818 deceduto)
  - Titolo vacante (1818 - 1835)
- Giuseppe della Porta Rodiani (24 luglio 1835 - 18 dicembre 1841 deceduto)
- Ignazio Giovanni Cadolini (30 gennaio 1843 - 11 aprile 1850 deceduto)
  - Titolo vacante (1850 - 1856)
- Alessandro Barnabò (19 giugno 1856 - 24 febbraio 1874 deceduto)
- Bartolomeo d'Avanzo (7 aprile 1876 - 20 ottobre 1884 deceduto)
- Francis Patrick Moran (30 luglio 1885 - 16 agosto 1911 deceduto)
- François-Virgile Dubillard (30 novembre 1911 - 1º dicembre 1914 deceduto)
- Giorgio Gusmini (9 dicembre 1915 - 24 agosto 1921 deceduto)
- Giovanni Vincenzo Bonzano (18 dicembre 1924 - 26 novembre 1927 deceduto)
- Alexis-Henri-Marie Lépicier, O.S.M. (22 dicembre 1927 - 20 maggio 1936 deceduto)
- Arthur Hinsley (16 dicembre 1937 - 17 marzo 1943 deceduto)
- Edward Aloysius Mooney (22 febbraio 1946 - 25 ottobre 1958 deceduto)
- Richard James Cushing (18 dicembre 1958 - 2 novembre 1970 deceduto)
- Humberto Sousa Medeiros (5 marzo 1973 - 17 settembre 1983 deceduto)
- Bernard Francis Law (25 maggio 1985 - 20 dicembre 2017 deceduto)
  - Titolo vacante (dal 2017)